# 마르쿠스 리키니우스 크라수스

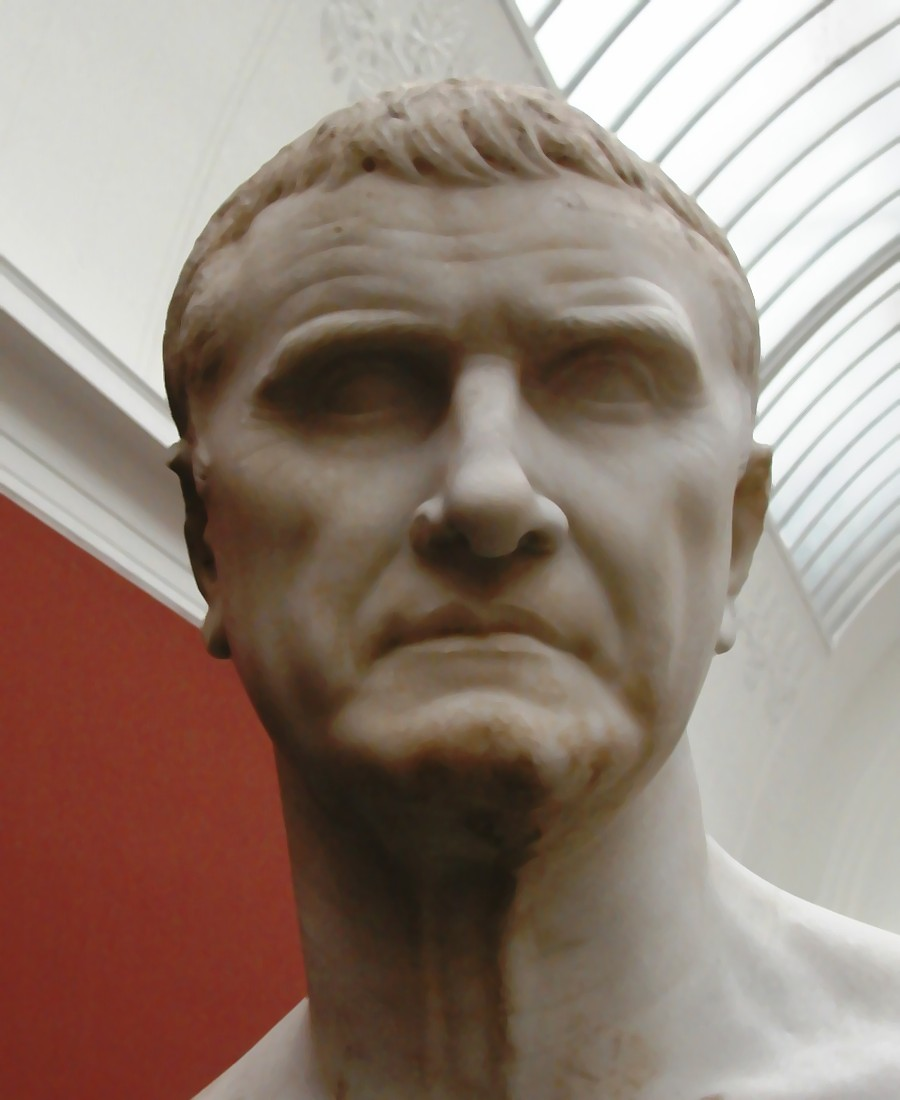

마르쿠스 리키니우스 크라수스(Marcus Licinius Crassus, 기원전 115년 경 – 기원전 53년)는 로마 공화정의 군인이자 정치가였다. 술라파로 정계에 등장하여 스파르타쿠스 전쟁을 진압하고 율리우스 카이사르, 폼페이우스와 함께 제1차 삼두정치를 이끌었다. 파르티아와 전쟁 중에 대패하여 죽었다. 그는 로마 역사상 최대의 부호로 알려져 있다.

## 생애

### 초기의 성장
크라수스의 아버지는 기원전 97년에 집정관을 지낸 푸블리우스 리키니우스 크라수스이다. 크라수스는 동맹시 전쟁에서 형제를 잃었고 기원전 87년 마리우스와 술라의 내전기간에 아버지와 또 다른 형제를 잃었다. 마리우스가 로마로 돌아와 술라파를 숙청할 때 크라수스는 킨나의 박해를 피해서 히스파니아로 도망했고 기원전 84년 킨나가 죽은 뒤 아프리카로 가서 술라의 편에 합세했다. 술라가 로마로 다시 돌아올 때 크라수스는 술라의 충실한 협력자로 함께 로마로 입성했는데 이때 로마의 성문에서 벌어진 전투에서 큰 공을 세웠다.
로마로 복귀한 크라수스는 자신의 가문의 재산을 찾는데 힘썼다. 술라가 마리우스파에 대한 대대적인 숙청작업에 들어가자 그는 이에 편승하여 갖가지 방법으로 마리우스파의 재산을 빼앗고 자신의 것으로 만들었다. 크라수스는 은광산의 노예거래, 화재가 난 집에서의 재산 거래 등 악랄한 방법으로 엄청난 재산을 불려나간 것으로 악명 높았다. 당시 크라수스는 엄청난 재산을 모았고 술라의 사후 강력하고 영향력 있는 귀족이 되었다.
그러나 크라수스는 로마에서 가장 많은 재산을 모았지만 정치적으로 평판은 좋지 않았다. 당시 상당한 군사적 업적을 쌓은 폼페이우스에 비해 자신은 군사적 업적이 없었기에 집정관직등 로마의 공직에 오를 가망이 없었다.

### 스파르타쿠스 전쟁
때마침 기원전 73년 스파르타쿠스의 노예반란이 일어났다. 당시 로마 최고의 장군 루쿨루스는 폰투스의 미트라다테스 6세와의 전쟁으로 동방에 있었고 폼페이우스는 마리우스파인 세르토리우스와의 전쟁으로 히스파니아에 가 있었다. 초기에 반란은 원로원의 안일한 대응으로 규모가 더욱 커졌고 급기야 2명의 집정관이 토벌군으로 나섰으나 스파르타쿠스에 모두 패하고 말았다.
크라수스는 8개 로마 군단을 거느리고 잔인하게 반란군을 진압해 나갔고 크라수스는 경쟁자인 폼페이우스보다 더 공을 세워야 했기에 군단병들을 다그쳤고 본보기로 아군을 잔인하게 살해하기도 하였다. 이러한 잔인함으로 스파르타쿠스의 반란을 진압하고 생존자 6,000명들도 성서고고학자들이 가장 잔인한 형벌로 규정짓는 십자가형으로 죽였다.

### 로마 정치에서의 경력
기원전 70년 . 두 사람은 서로의 야망을 위해 술라의 정책을 무효화하고 서로 보이지 않게 경쟁하면서 세력을 키웠다. 폼페이우스는 해적을 토벌하고 아시아에서 군사적 승리를 거두고 있는 동안 기원전 65년 크라수스는 감찰관이 되었고 자신의 엄청난 부를 이용하여 로마에서 우호세력을 만들었는데 빚이 있는 원로원 의원들에게 돈을 꾸어 주는 방식으로 자기편으로 만들었다. 이런 방법으로 기원전 62년에 젊은 율리우스 카이사르에게도 도움을 주었다.
율리우스 카이사르는 점점 사이가 나빠지는 폼페이우스와 크라수스 사이를 중재하고 기원전 59년 세사람은 제1차 삼두정치를 결성했다. 크라수스는 끊임 없이 폼페이우스를 견제했고 점차 사이가 벌어졌다. 세 사람은 서로 협력하면서 서로의 이익을 챙겼고 기원전 55년 크라수스는 폼페이우스와 함께 두 번째 집정관에 선출되었고 5년 간의 시리아 속주 총독직을 인정받았다.

### 파르티아 원정과 죽음
기원전 55년 크라수스가 시리아 총독으로 파견된 이후 파르티아와 로마와의 전쟁이 벌어졌다. 크라수스는 자신의 두 경쟁자인 폼페이우스와 카이사르를 능가하는 군사적 업적을 이루길 원했고 그것을 파르티아와의 전쟁중에 이루려고 애썼다. 초반에 파르티아를 상대로 너무나 쉽게 승리를 거둔 크라수스는 파르티아와의 전쟁을 너무 쉽게 생각하였고 유프라테스 강을 건너서 너무 깊숙이 쳐들어갔다. 그러나 카르하이 전투에서 크라수스 군은 파르티아 군에 대패하고 크라수스의 아들은 전사하고 크라수스도 적의 계략에 말려서 살해당했다. 약 4만명의 파르티아 원정군중 살아서 도망친 로마병사는 약 1만명밖에 되지 않을 정도로 로마군은 참패했다. 이때, 가이우스 카시우스 롱기누스는 로마 기병 500기를 이끌고 본국으로 도망쳤다.
전설에 따르면 파르티아 왕은 붙잡혀온 크라수스의 목에 황금을 녹여부었다고 한다.

### 크라수스의 재산
후세의 연구자들에 의하면 크라수스의 재산 총액은 약 1억 7천 40만 세스테리우스라고 하며 이는 기원전 67년 로마 공화정의 연간 예산인 2억 세스테리우스에 근접하는 수준이다. 또한 크라수스는 포브스지가 2008년에 선정한 <역사상 가장 부유한 75인> 중에서 1698억 달러를 기록하여 8위를 차지하였다.

## 연표
- 기원전 115년 경 - 태어남
- 기원전 97년 - 아버지가 집정관이 됨
- 기원전 87년 - 가이우스 마리우스를 피해 히스파니아로 도망
- 기원전 84년 - 술라와 합류하여 마리우스파 제거
- 기원전 74년 - 스파르타쿠스의 반란 발발
- 기원전 73년 - 법무관에 선출
- 기원전 71년 - 스파르타쿠스 격파
- 기원전 70년 - 집정관 선출 (폼페이우스와 공동집정관)
- 기원전 63년 - 카틸리나 역모
- 기원전 59년 - 제1차 삼두정치 결성, 율리우스 카이사르 집정관 되다
- 기원전 56년 - 루카의 회담
- 기원전 55년
  - 두 번째 집정관 선출 (폼페이우스와 공동집정관).
  - 11월 시리아로 떠나다
- 기원전 54년 - 파르티아 원정
- 기원전 53년 - 카르하이 전투에서 참패, 죽음